# Astragalus saralensis
Astragalus saralensis är en ärtväxtart som beskrevs av Nikolai Fedorovich Gontscharow. Astragalus saralensis ingår i släktet vedlar, och familjen ärtväxter. Inga underarter finns listade i Catalogue of Life.